# Adesso come allora...
Adesso come allora... è un album del gruppo hardcore punk udinese Eu's Arse.

## Tracce
1. Eu's Arse
2. Ribelle
3. Lui decide
4. Attacco
5. Io non sarò colpevole
6. Schiavi e padroni
7. Combattili
8. Cibernauti
9. E noi?
10. Fino a quando?
11. Servitù militari
12. Corruzione statale
13. Quando la musica morirà (live)